# Hvem var räddast?
Hvem var räddast? Ett sommarminne af Valfrid Ek är ett drama i en akt av Anne Charlotte Leffler, skrivet under pseudonymen Valfrid Ek. Pjäsen skrevs redan 1886, men utgavs först 1908 i tidskriften Ord och Bild.
Pjäsen var från början tänkt att heta Villatjuvarna. Under hösten 1886 lämnades den in anonymt till Kungliga Dramatiska Teatern, som dock refuserade den. I ett brev till vännen Adam Hauch 27 november samma år skrev Leffler att Dramaten ansåg den vara "nätt och smålustig", men var alltför mycket ett "tillfällighetsstycke" för att den skulle kunna bli antagen. Pjäsens huvudpersoner Valfrid och Ella bygger på Leffler och Sonja Kovalevski.
Ett manus av pjäsen finns bevarat i Kungliga biblioteket i Stockholm.

## Handling
Handlingen utspelar sig under en sommarkväll. Två emanciperade vänner (Valfrid och Ella) befinner sig i ett ensligt beläget sommarhus. Trakten härjas av en inbrottsvåg som stör sommaridyllen. Under kvällen kommer ungkarlen Göran förbi. Ella försöker få honom att stanna över natten eftersom hon är rädd, ett erbjudande som Göran dock avböjer. De båda vännerna blir alltmer rädda, men deras rädsla försvinner när Valfrid bestämmer sig för att skriva en pjäs som ska handla om just rädsla. Och vem som var räddast av de två ska publiken få avgöra.

## Personer
Hvem var räddast? har totalt fyra rollfigurer, varav en är man och tre kvinnor.
- Valfrid
- Ella
- Farbror Göran
- Kristin

### Fotnoter
1. 1 2 3  ”Hvem var räddast?”. Dramawebben. Arkiverad från originalet den 11 augusti 2010. https://web.archive.org/web/20100811224858/http://www.dramawebben.se/pjas/hvem-var-raddast. Läst 30 november 2012.
2. ↑  Lauritzen 2012, s. 379-380, 581
3. ↑  ”Hvem var räddast? Ett sommarminne af Walfrid Ek. (Tryckt i Ord och bild, 1908.); 21 blad”. Anne Charlotte Lefflers papper. Kungliga biblioteket. https://arken.kb.se/se-s-hs-l4-a-5-4-2. Läst 13 april 2020.